# Burlington (Colorado)
Burlington ist eine City im östlichen Teil des US-Bundesstaates Colorado, rund 20 km von der Staatsgrenze zu Kansas gelegen. Das U.S. Census Bureau hat bei der Volkszählung 2020 eine Einwohnerzahl von 3.172 ermittelt. Burlington liegt im Kit Carson County und ist dessen County Seat. Der Status des Ortes ist der einer Home Rule Municipality.

## Geschichte
Die ersten Häuser der Ortschaft entstanden im Jahr 1887 irrtümlicherweise etwa anderthalb Kilometer westlich des heutigen Ortes. Ein Mann namens Lowell hatte sich das Land gesichert, weil er auf den Bau der Eisenbahn spekulierte. Dabei hatte er sich allerdings bei der Ortsbestimmung vertan. Nicht nur, dass "seine" Ortschaft am falschen Platz lag, für den richtigen Platz hatte er sich außerdem das Land nicht gesichert. Die Eisenbahngesellschaft Chicago, Rock Island and Pacific Railroad baute schließlich ihr Depot an der Stelle der heutigen Stadt und diejenigen, die bereits an der falschen Stelle gebaut hatten, siedelten ihre Gebäude an die richtige Stelle um. Der Zugverkehr wurde 1888 aufgenommen.

## Geographie
Burlingtons geographische Koordinaten sind 39° 18′ N, 102° 16′ W.
Nach den Angaben des United States Census Bureaus hat die Stadt eine Fläche von 5,4 km², die vollständig auf Land entfallen.

## Wirtschaft
Wichtigster Wirtschaftszweig ist die Landwirtschaft. Die Weizenproduktion im Umland von Burlington ist die ertragreichste des Bundesstaates. In Colorados landschaftlich weniger begünstigter Region spielt Burlington im Osten des Landes für den Tourismus noch die größte Rolle.

## Sehenswürdigkeiten
Zu den Sehenswürdigkeiten der Stadt gehört das 1905 hergestellte Kit Carson County Carousel, eines der letzten noch rund 150 verbliebenen alten Karusselle in den Vereinigten Staaten, von denen zwischen 1885 und 1930 um die 4000 Stück gebaut wurden. Das Kit-Carson-Karussell besteht aus 46 handgeschnitzten Tieren und wurde als eines der noch am besten im Originalzustand erhaltenen Karusselle 1987 zu einer National Historic Landmark der USA.

## Demographie
Zum Zeitpunkt des United States Census 2000 bewohnten 3678 Personen die Stadt Burlington. Die Bevölkerungsdichte betrug 676,2 Personen pro km². Es gab 1430 Wohneinheiten, durchschnittlich 262,9 pro km². Die Bevölkerung Burlingtons bestand zu 79,58 % aus Weißen, 3,72 % Schwarzen oder African American, 0,54 % Native American, 0,38 % Asian, 0,08 % Pacific Islander, 14,79 % gaben an, anderen Rassen anzugehören und 0,90 % nannten zwei oder mehr Rassen. 20,53 % der Bevölkerung erklärten, Hispanos oder Latinos jeglicher Rasse zu sein.
Die Bewohner Burlingtons verteilten sich auf 1287 Haushalte, von denen in 32,9 % Kinder unter 18 Jahren lebten. 53,0 % der Haushalte stellen Verheiratete, 8,6 % hatten einen weiblichen Haushaltsvorstand ohne Ehemann und 34,7 % bildeten keine Familien. 30,3 % der Haushalte bestanden aus Einzelpersonen und in 13,9 % aller Haushalte lebte jemand im Alter von 65 Jahren oder mehr alleine. Die durchschnittliche Haushaltsgröße betrug 2,47 und die durchschnittliche Familiengröße 3,11 Personen.
Die Stadtbevölkerung verteilte sich auf 25,2 % Minderjährige, 8,6 % 18–24-Jährige, 26,6 % 25–44-Jährige, 32,8 % 45–64-Jährige und 19,7 % im Alter von 65 Jahren oder mehr. Das Durchschnittsalter betrug 36 Jahre. Auf jeweils 100 Frauen entfielen 121,6 Männer. Bei den über 18-Jährigen entfielen auf 100 Frauen 126,2 Männer.
Das mittlere Haushaltseinkommen in Burlington betrug 33.854 US-Dollar und das mittlere Familieneinkommen erreichte die Höhe von 42.500 US-Dollar. Das Durchschnittseinkommen der Männer betrug 29.167 US-Dollar, gegenüber 19.018 US-Dollar bei den Frauen. Das Pro-Kopf-Einkommen in Burlington war 16.054 US-Dollar. 14,8 % der Bevölkerung und 12,2 % der Familien hatten ein Einkommen unterhalb der Armutsgrenze, davon waren 20,3 % der Minderjährigen und 15,8 % der Altersgruppe 65 Jahre und mehr betroffen.